# رقم پرمحصول
رقم پرمحصول (به انگلیسی: High-yielding variety) محصولات کشاورزی معمولاً با ترکیبی از ویژگی‌های زیر برخلاف واریته‌های معمولی مشخص می‌شوند:
- عملکرد بالاتر محصول در هر سطح (هکتار)
- کوتولگی
- پاسخ بهتر به کودها
- اتکای زیاد به آبیاری و کود - کشاورزی فشرده را ببینید
- بلوغ زودرس
- در برابر بسیاری از بیماری‌ها مقاوم است
- می‌توان محصولات با کیفیت و کمیت بالاتر تولید کرد.

مهم‌ترین رقم‌های پرمحصول را می‌توان در میان گندم، ذرت، سویا، برنج، سیب‌زمینی و پنبه یافت. آنها به‌شدت در مزارع تجاری و کشتزارها بهره‌گیری می‌شوند.
رقم‌های پرمحصول در دهه ۱۹۶۰ محبوب شدند و نقش مهمی در انقلاب سبز داشتند، اگرچه ریشه‌های اجدادی آنها می‌تواند قدیمی‌تر باشد. رقم‌های پرمحصول در زمینه زیست‌فناوری گسترش یافته‌اند.